# TvOS
tvOS (anteriormente Apple TV Software) es un sistema operativo desarrollado por Apple para la cuarta generación de su reproductor multimedia Apple TV. Fue anunciado el 9 de septiembre de 2015 junto con dicho reproductor. Está basado en gran medida en iOS, al contrario que los sistemas operativos incluidos en las generaciones anteriores del Apple TV, que eran únicamente versiones reducidas de este. Su primera versión fue la 9, ya que en su lanzamiento se conservó la numeración de versiones de iOS.

## Historia
El 9 de septiembre de 2015 fue anunciado en un evento de la compañía junto con el reproductor multimedia Apple TV. El 30 de octubre del mismo año salió a la venta dicho reproductor, único dispositivo que utiliza tvOS.